# Christian Friedrich Eilfeld
Christian Friedrich Eilfeld (* 22. April 1868 in Gröbzig; † 17. Juni 1942) war ein deutscher Uhrmacher, Unternehmer und Entwickler der Metallspinndüse.
Sein Vater war der Schuhmacher Karl Eilfeld. An seinen Schulbesuch in Gröbzig und Uhrmacherlehre in Köthen schlossen sich Wanderjahre in Plauen im Vogtland, Berlin und Wien an. Ab 1888 leistete er seinen Militärdienst. 
Nach der Gewerbegenehmigung eröffnete er 1892 in Gröbzig eine Uhrmacherwerkstatt für den Verkauf und die Reparatur von Uhren sowie mechanischen Geräten wie Nähmaschinen, Phonographen und Fahrrädern. Nun konnte er auch Mathilde Hentschel aus Plauen heiraten, mit der er drei Kinder bekam: Mathilde, Paula und Fritz. 
Eilfeld experimentierte an der Herstellung von Kleinstbohrungen auf der Basis von Materialverdrängung. 
Um die Jahrhundertwende kam Viskose-Kunstseide auf, wobei in der Spinnbadsäure gläserne Spinndüsen zum Einsatz kamen.
1908 zog Eilfeld nach Plauen, wo er eine Filiale des Uhrmachergeschäfts seines Schwagers Arno leitete. Hier traf er im Haus Bärenstraße 16 den innovativen Textilmanufakturisten Dietrich Wilhelm Reents, für den er Spinndüsen aus Metall fertigen sollte. Es gelang ihm, gehärtete Tantaldüsen herzustellen, die von der Korrosionsbeständigkeit her einer Gold-Platin-Düse nahezu gleichwertig waren.